# Municipio de Fulton (Illinois)
El municipio de Fulton (en inglés: Fulton Township) es un municipio ubicado en el condado de Whiteside en el estado estadounidense de Illinois. En el año 2010 tenía una población de 4251 habitantes y una densidad poblacional de 76,53 personas por km².

## Geografía
El municipio de Fulton se encuentra ubicado en las coordenadas 41°52′46″N 90°7′17″O / 41.87944, -90.12139. Según la Oficina del Censo de los Estados Unidos, el municipio tiene una superficie total de 55.55 km², de la cual 44,74 km² corresponden a tierra firme y (19,45 %) 10,81 km² es agua.

## Demografía
Según el censo de 2010, había 4251 personas residiendo en el municipio de Fulton. La densidad de población era de 76,53 hab./km². De los 4251 habitantes, el municipio de Fulton estaba compuesto por el 97,37 % blancos, el 0,4 % eran afroamericanos, el 0,09 % eran amerindios, el 0,78 % eran asiáticos, el 0,33 % eran de otras razas y el 1,04 % eran de una mezcla de razas. Del total de la población el 1,53 % eran hispanos o latinos de cualquier raza.